# Roulure

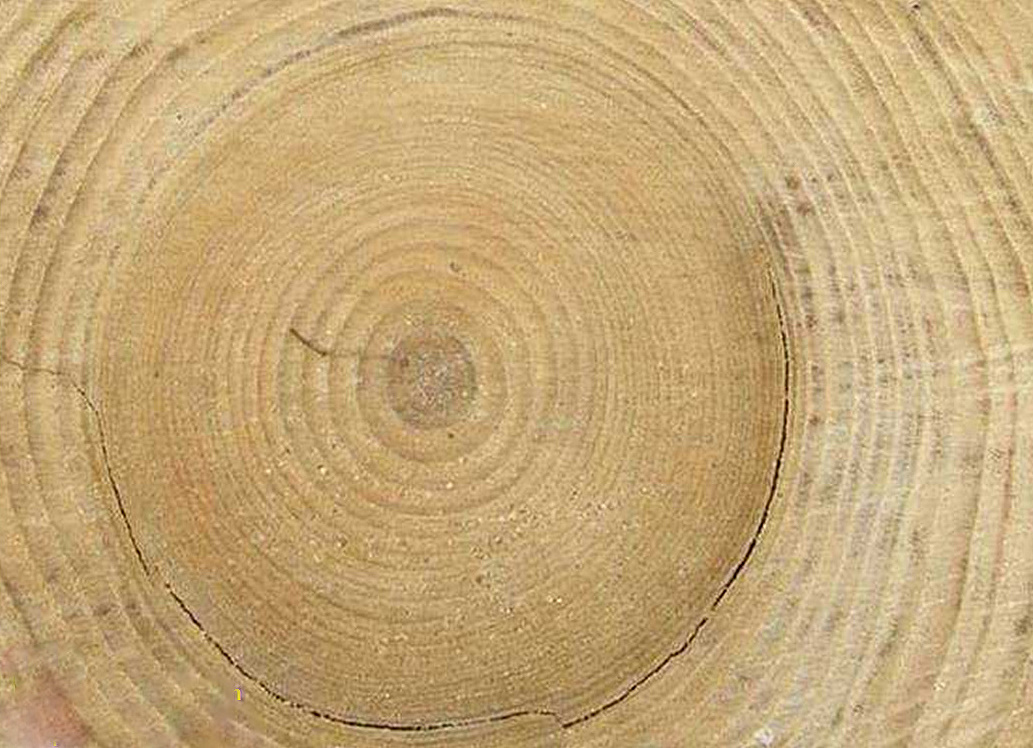
Roulure sur châtaignier.

La roulure est un défaut des arbres faisant que certaines couches du bois n'adhèrent plus aux autres.
C’est une fente tangentielle (qui suit la direction d’un cerne), séparant, sur une longueur et une hauteur très variable, deux portions du bois d’une même tige.
La roulure, fréquente chez le châtaignier, fait perdre à son bois son intérêt économique.

## Causes
La roulure peut avoir deux origines :
- traumatique : à la suite d'une blessure du cambium entraînant brûlures et pourritures.
- traditionnelle : liée à aucune pathologie, la fissuration est alors d’origine mécanique.

### Facteurs prédisposants
- le patrimoine génétique (les tiges issues d'une même souche sont souvent globalement roulées ou pas du tout).
- l'acidité du sol, c'est-à-dire la carence en calcium (45 % d'arbres touchés dans un sol très acide contre 15 % en sol peu acide[2])
- l'âge des arbres (13 % d'arbres atteints à 40 ans contre 75 % à 80 ans)[3]
- l'origine du peuplement : les arbres de futaie issus de semis sont deux à trois fois moins atteints que les arbres cultivés en régime de taillis. Dans ce dernier cas, il est recommandé d'éclaircir le taillis pour améliorer la vitesse de croissance des tiges restantes. Toutefois, les éclaircies tardives (soit après plus de 12 ans sans intervention) ont tendance à augmenter la roulure en provoquant un changement de rythme de croissance trop violent[4].
- la vitesse de croissance : un arbre ayant des cernes de 2 mm d'épaisseur a deux à trois fois plus de risque de roulure qu'un arbre à cerne de 1 cm. Une implantation de 600 tiges par hectare (soit environ une tige tous les 5 m) permet d'assurer un ensoleillement générant des cernes supérieures à 4 mm par an.

En revanche, contrairement à ce qu'on entend parfois, aucune étude n'a prouvé que la roulure pouvait avoir un lien avec des épisodes de grands froids.